# Ries Doms

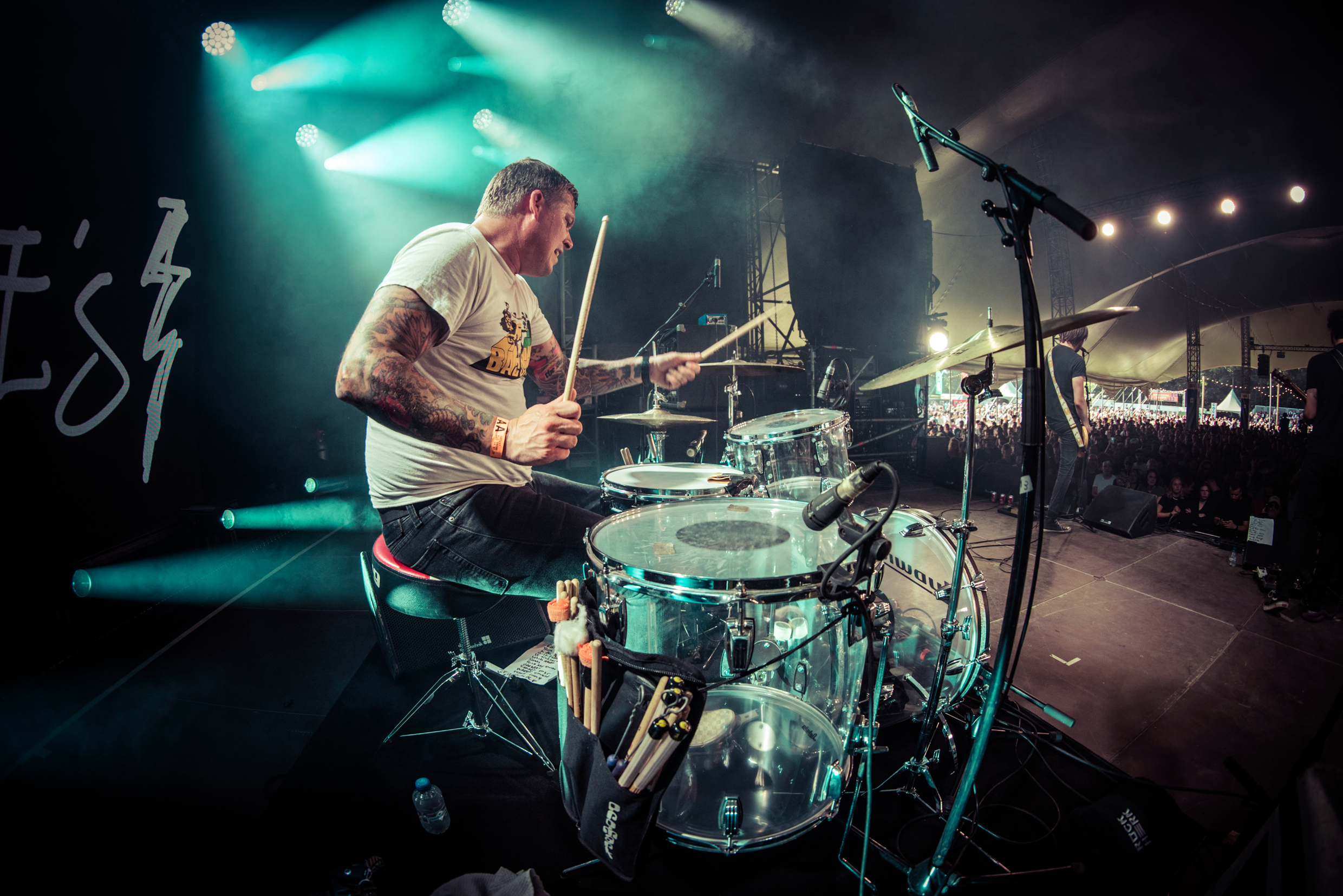

Ries Doms (Goirle, 11 juni 1979) in een Nederlandse drummer. Hij is voornamelijk bekend van de Rotterdamse band The Kik en speelt met de Belgische groep The Sha-La-Lees. In 2005 is hij mede oprichter van festival ZXZW (later Incubate), in 2009 richt hij zijn eigen platenlabel Quadrofoon op.